# Tablice rejestracyjne w Chile

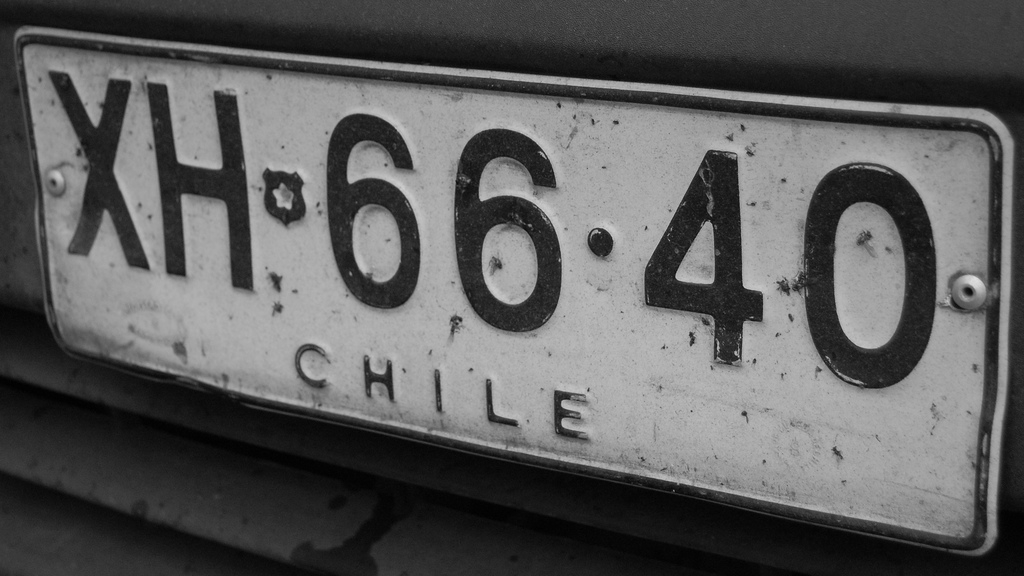
Chilijska tablica rejestracyjna.

Chilijskie tablice rejestracyjne – charakteryzują się czarnym pismem na białej tablicy, pierwotnie składały  się z sześciu znaków tj. dwóch liter, dwóch cyfr i dwóch cyfr (ZZ • 99 • 99). 
We wrześniu 2007 wszystkie kombinacje zostały wyczerpane, więc wprowadzono nowy system (ZZ • ZZ • 99). Litera Q nie jest stosowana w celu uniknięcia pomyłek z cyfrą 0.
Ten sam system jest jednym z wykorzystywanych w Holandii.
W międzynarodowym kodzie samochodowym Chile (od 1930 r.) otrzymało symbol - RCH.